# Jo Anderson
Pour les articles homonymes, voir Anderson.
Jo Anderson, née le 29 juin 1958 à Brooklyn, New York est une actrice américaine.

## Biographie
Jo Anderson est née à Brooklyn, New York. Elle a grandi dans la banlieue de Tenafly (New Jersey), dans le New Jersey. Elle a trois frères et sœurs.
Jo a commencé à écrire de la poésie et de la prose à quatorze ans. Elle a fréquenté l'Université d'Adelphi, dans le Long Island. Elle est une femme aux multiples talents. Elle a étudié la danse pendant des années, elle est écrivain et poète, en plus d'être une actrice. Elle a commencé sa carrière à Manhattan. Elle a été dans un certain nombre de productions théâtrales à New York, à Broadway. En 1985, elle joue dans une pièce de one-woman Marie, dont elle avait écrit sur Marie Curie. Elle a déménagé de New York à Los Angeles au milieu des années 80.
Anderson a joué dans de nombreuses séries télévisées, elle est apparue dans quelques films, ainsi que dans de nombreux téléfilms.
Elle a joué dans des séries de télévision dont Urgences, Columbo, Les Experts : Miami, The Closer : L.A. enquêtes prioritaires  et Glee.

## Filmographie

### Cinéma
- 1985 : Tutti Frutti (Heaven Help Us)
- 1988 : Rien à perdre (Miles from Home)
- 1991 : Dead Again
- 1991 : JFK
- 1994 : Season Of Change
- 1996 : Daylight
- 2001 : Rain
- 2006 : Fat Rose and Squeaky

### Télévision

#### Séries télévisées
- 1987 : Deux flics à Miami (Miami Vice)
- 1988 : Génération Pub (Thirtysomething)
- 1989 : Dream Street
- 1990 : Saison 9 de Columbo
- 1990 : La Belle et la Bête (Beauty and the Beast)
- 1992 - 1993 : Bienvenue en Alaska (Northern Exposure)
- 1991 : Sisters
- 1997 : Haute Tension (High Incident)
- 1997 : Millennium
- 1998 : De la Terre à la Lune
- 1998 : Legacy
- 1999 - 2001 : Roswell
- 2005 : The Closer : L.A. enquêtes prioritaires : Leslie Phillips (Saison 1 épisode 9)
- 2006 : Urgences (ER)
- 2007 : Les Experts (CSI: Crime Scene Investigation)
- 2007 : Les Experts : Miami (CSI: Miami)
- 2010 : Glee

#### Téléfilms
- 1988 : I Saw What You Did
- 1989 : Prime Target
- 1990 : Decoration Day
- 1993 : Jack Reed: Badge of Honor
- 1994 : One Woman's Courage
- 1994 : Menendez: A Killing in Beverly Hills
- 1998 : The Sky's On Fire